# Arsenio Farell Cubillas
Arsenio Farell Cubillas (Ciudad de México, 30 de junio de 1921-Ciudad de México, 15 de mayo de 2005) fue un académico, investigador, abogado y político mexicano, miembro Partido Revolucionario Institucional que se desempeñó en altos cargos gubernamentales durante casi 30 años.

## Primeros años
Hijo de Consuelo Cubillas Gutiérrez, originaria de Santander, España y el joyero Enrique Farell Solá originario de Cataluña, España. Arsenio tuvo 11 hermanos, de los que destacó Luis Farell Cubillas como héroe piloto aviador de la Fuerza Aérea Mexicana y jefe del Estado Mayor Presidencial. 

## Trayectoria profesional
Arsenio Farell fue abogado egresado de la Universidad Nacional Autónoma de México, en la que también llegó a ejercer como catedrático, entre los primeros cargos públicos que ocupó, destacan los de director general de la Comisión Federal de Electricidad, de Luz y Fuerza del Centro y del Instituto Mexicano del Seguro Social.
Durante su gestión como director general del IMSS entre 1976 y 1982, creó el programa IMSS-Coplamar, con la finalidad de extender los servicios de la seguridad social a las poblaciones marginadas sin capacidad contributiva. Además se incrementaron las actividades de capacitación y las prácticas deportivas, y las dependencias médicas centrales se transformaron en áreas operativas regionales. Durante su paso por la Secretaría de Trabajo, Farell fue uno de los creadores del Pacto para la Estabilidad y el Crecimiento Económico (PECE), que fue un mecanismo de control de inflación y producción durante el sexenio de Miguel de la Madrid.
En 1982 el presidente Miguel de la Madrid lo designa secretario del Trabajo y Previsión Social, cargo en el que permanece todo el sexenio y luego es ratificado por el nuevo presidente Carlos Salinas de Gortari con quien también permanece hasta unos meses antes de terminar el gobierno, cuando es designado al frente del Consejo Nacional de Seguridad Pública. A finales de 1995 vuelve al gobierno, esta vez bajo el presidente Ernesto Zedillo quien lo nombra secretario de Contraloría y Desarrollo Administrativo, cargo que retiene hasta el final de su gobierno cuando se retiró de la vida pública.
Arsenio Farell falleció en la Ciudad de México el 15 de mayo de 2005 a los 84 años de edad. 

## Controversias
Después de su muerte, el exrector de la Universidad Autónoma de Guerrero, catedrático de la UNAM y asesor jurídico de la Organización Campesina de la Sierra del Sur (OCSS), Enrique González Ruiz, acusó que los responsables de la guerra sucia de los años 70 son, entre otros, Miguel Nazar Haro, Luis Echeverría Álvarez y Arsenio Farell Cubillas.
Dirigentes sindicales han hecho públicas algunas de las medidas tomadas por Farell en esta época para las negociaciones contractuales. Una de ellas era la de encerrar bajo llave a trabajadores y patrones por horas hasta que lograran ponerse de acuerdo, en un salón sin aire acondicionado y sin nada que beber.